# Cornelia Polit
Cornelia Polit (Teutschenthal, 18 febbraio 1963) è un'ex nuotatrice tedesca orientale.

## Carriera
Nel 1980, ai Giochi Olimpici di Mosca, vinse la medaglia d'argento nei 200m dorso.

## Palmarès
- Giochi olimpici estivi

Mosca 1980: argento nei 200m dorso.
- Europei

Spalato 1981: oro nei 200m dorso e argento nei 100m dorso.
Roma 1983: oro nei 200m farfalla e argento nei 100m farfalla.
- Campionati europei giovanili di nuoto

Firenze 1978: oro nei 100m e 200m dorso.